# Samuel Arnold
Samuel Arnold (Londres, 10 de agosto de 1740 – 22 de outubro de 1802) foi um musicólogo, compositor e organista da Inglaterra.

## Vida
Arnold nasceu em Londres (dizem que sua mãe foi a princesa Amélia; seu pai era Thomas Arnold. Ele começou a escrever música para teatro por volta de 1764. Alguns anos depois, ele se tornou diretor de música no Jardins de Marylebone, para os quais grande parte de sua música popular foi escrita. Em 1777, ele foi trabalhar para George Colman, o Velho no Little Theatre, em Haymarket. Em 1783 tornou-se organista na Capela Real e em 1793 tornou-se organista na Abadia de Westminster, onde ele acabou sendo enterrado.

## Trabalhos
As obras mais conhecidas de Arnold incluem:
- The Maid of the Mill (1765)
- Abimelech (1768)
- The Prodigal Son (1773)

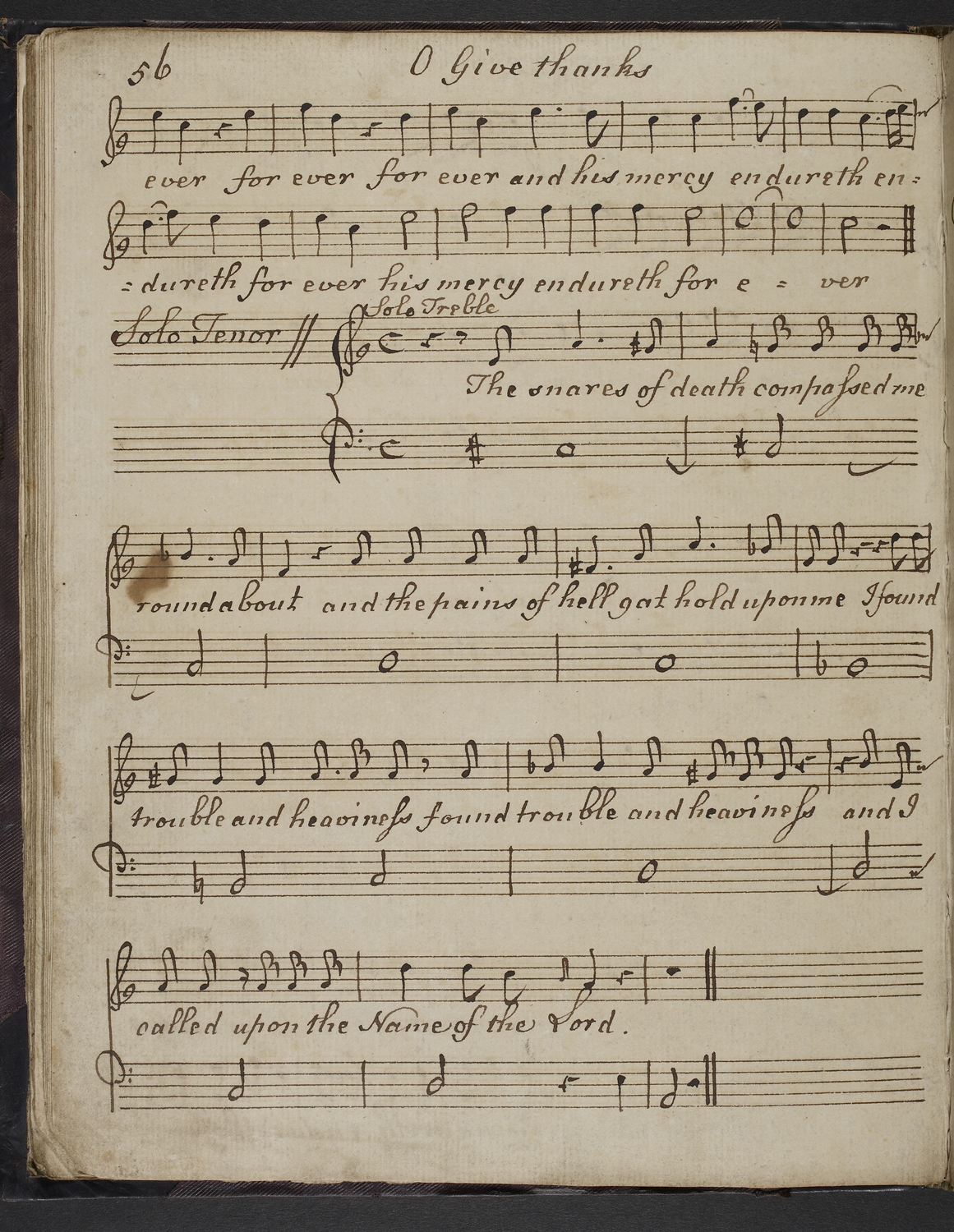
"O Give Thanks" nas mãos de Thomas Barrow

- Incidental music for Macbeth (1778)
- The Baron Kinkvervankotsdorsprakingatchdern (1781)
- The Castle of Andalusia (1782)
- Two to One (1784), libretto George Colman. Inclui a música "Pensive I Mourn".[2]
- Turk and No Turk (1785)
- Inkle and Yarico (1787)

Ele também é conhecido por produzir a primeira edição coletada das obras de George Frideric Handel entre 1787 e 1797, publicada em 180 partes. Esta foi a coleção mais abrangente da música de Handel antes do aparecimento da edição Händel-Gesellschaft no século seguinte.